# يوسف عبد الرزاق
يوسف عبد الرزاق يوسف لاعب كرة قدم قطري من اصول صوماليه يلعب حالياً في نادي السد.
كانت بداياته مع نادي السد و أعير لمدة موسم و نصف إلى النادي العربي و عاد بعدها إلى السد و أعير إلى نادي الوكرة مطلع عام 2023.

## روابط خارجية
- يوسف عبد الرزاق على موقع الاتحاد الأوربي (الإنجليزية)
- يوسف عبد الرزاق على موقع قاعدة بيانات كرة القدم.إي يو (الإنجليزية)
- يوسف عبد الرزاق على موقع ناشيونال فوتبول تيمز (الإنجليزية)
- يوسف عبد الرزاق على موقع Soccerway.com (الإنجليزية)
- يوسف عبد الرزاق على موقع عالم كرة القدم.نت (الإنجليزية)